# 加达 (格陵兰)
加达（古诺尔斯语：Garðar）曾是位于格陵兰维京人殖民地的主教座堂所在地。

## 加达教区
在维京人传说中，12世纪早期曾有一位名为索科·索瑞生（Sokki Þórisson）的巴拉塔利德富农提议在格陵兰设置一位常驻主教。挪威国王批准了他的建议，并规定大多数神职人员都会来自挪威。1124年隆德总主教任命亚诺德（Arnaldur）为首任加达主教。他于1126年到达格陵兰，同年开始建造圣尼古拉主教座堂。
加达教区最初属于不平梅总教区。1126年至1152年间则属于隆德总教区。1152年，加达教区与冰岛、曼岛、奥克尼群岛、法罗群岛的诸教区一同归属新成立的尼德罗斯总教区。
亚诺德主教于1150年回到挪威，并于1152年出任哈马尔主教。他的继任者约恩·克努蒂尔（Jón Knútur）于1153年至1186年间在任。第三任主教约恩·阿纳森（Jón Árnason，昵称Smyrill）则于1189年到任。1202年至1203年间他前往罗马朝圣并觐见教宗。他于1209年在加达去世并葬于此地，很可能位于主教座堂的北部小教堂中。
下一任主教索尔·海尔吉（Þór Helgi）于1212年到达格陵兰，他一直担任主教直至1230年去世。1234年尼古拉（Nikulás）被任命为主教，不过他迟至1239年才到达格陵兰，后于1242年去世。奥拉维尔（Ólafur）于同年出任主教，但他也迟至1247年才赴任。他担任此职直到1280年代中期。然而他于1264年到地1280年间一直待在外国，很少为其所在教区服务。他的继任者索尔·波基（Þór Bokki）于1289年至1309年在任，此后回到挪威。
继任主教阿尼（Árni）于1315年至1347年间在任。期间曾由于格陵兰同挪威之间通信不畅，挪威方面误以为阿尼已经去世并于1343年任命约恩·斯卡利（Jón Skalli）为新主教。当后来发现主教仍健在后，斯卡利便辞去职务，未曾前往格陵兰。
自从阿尼主教于1347年去世后，由于沟通问题很长时间都没有新主教到任。最终，主教奥维尔（Álfur）于1368年才被任命为新任主教，他担任此职直至1378年，成为最后一任加达主教。此后随着1400年代起挪威不再有船前往格陵兰，格陵兰的教区也就逐渐消亡。

## 主教
| 主教                                    | 在任年份             |
| --------------------------------------- | -------------------- |
| 首任亚诺德主教（Arnaldur First-Bishop） | 1124年－1126年       |
| 亚诺德主教（Bishop Arnaldur）           | 1126年－1150年       |
| 约恩·克努蒂尔（Jón Knútur）             | 1153年－1186年       |
| 约恩·阿纳森（Jón Árnason）              | 1189年－1209年       |
| 索尔·波基（Þór Helgi）                  | 1212年－1230年       |
| 尼古拉（Nikulás）                       | 1234年－1242年       |
| 奥拉维尔（Ólafur）                      | 1242年－1280年代中期 |
| 索尔·波基（Þór Bokki）                  | 1289年－1309年       |
| 阿尼主教（Bishop Árni）                 | 1315年－1347年       |
| 末任奥维尔主教（Álfur Last-Bishop）     | 1368年－1378年       |

## 现况
现今，位于原先加达所在之地的为一个名叫伊加利库的村落。此处1830年代起便为考古调查的对象。其中主教座堂是考古调查的首要目标。1926年由考古学家波尔·内隆德完全发掘，他曾于1921年至1932年间对格陵兰进行了多次科学研究。
目前在伊加利库仍能见到维京人殖民地的许多遗迹。这些遗迹主要由石墙基础组成，可以看出当时殖民地的范围。遗迹的核心部分为加达主教座堂，这是一座12世纪时由砂石建成的十字形教堂。教堂最长为27米、宽为16米。此外这里还有两座大型谷仓，可容纳160头牛。原先格陵兰最大的农场便由教堂运营。